# 아일리아 에우도키아

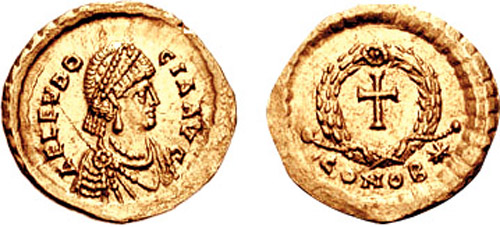
황후 아일리아 유도키아의 초상

아일리아 에우도키아 또는 아테나이스(Aelia Eudocia, 401년 경 - 460년)은 동로마 제국의 테오도시우스 2세의 아내로 아테네 출신의 황후였다.
에우도키아는 아테네의 대학교수이자 소피스트인 레온티우스라는 사람의 딸이었는데 일설에 따르면 아버지의 유산을 오빠들이 나누어 주지 않는 바람에 아테네를 떠나 콘스탄티노폴리스로 와서 황제의 도움을 받았다고 한다. 그녀는 아름다운 미모와 헬레니즘에 정통하고 세련되고 우아한 그리스어를 구사했다. 황궁에서 황제 테오도시우스의 누나인 풀케리아에게 발탁되어 기독교로 개종하였고 이름을 아테나이스에서 아일리아 리키니아 에우도키아로 바꾸고 421년 6월 7일 테오도시우스와 결혼하였다.
이듬해 황제와 그녀는 리키니아 에우독시아라는 딸을 낳았고 423년 아우구스타(Augusta), 즉, 황후의 지위를 갖게 되었다. 시누이인 풀케리아는 유도키아에게 반감을 갖제 되었고 그녀의 헬레니즘적인 배경으로 인해 더욱 그녀를 미워하게 되었다. 그녀는 황궁에 그리스적인 분위기를 많이 가져왔고 동로마 제국이 그리스와 융합되는 데 많은 영향을 끼쳤다.
438년부터 그녀는 예루살렘으로 순례여행을 떠났고 안티오키아를 방문했을 때는 그곳에 많이 남아있은 헬레니즘의 역사와 문화를 찬양하는 연설을 했다. 예루살렘에서는 성 스테파노의 유골과 성 베드로가 헤로데 아그리파 1세에게 감금되었을 때 묶였던 사슬 등 많은 성유물을 가져왔다.
예루살렘에서 콘스탄티노폴리스로 돌아와서 곧 그녀는 황제와 사이가 나빠졌다. 6세기의 역사가인 요한 말랄라스는 황궁의 집사장인 파울리누스와의 간통을 의심받았다고 한다. 아마도 에우도키아를 미워하던 황제의 누나 풀케리아의 음모때문인 것으로 추정된다. 에우도키아는 다시 예루살렘으로 돌아가 버렸고 황제는 사람을 보내어 황후의 사제와 보제를 죽였다. 황후는 여생을 예루살렘에서 보내다가 그곳에서 쓸쓸히 죽었다.

## 같이 보기
- 동로마 황제